# 长塘镇 (南宁市)
长塘镇，是中华人民共和国广西壮族自治区南宁市青秀区下辖的一个乡镇级行政单位，2005年3月18日由邕宁县划归青秀区。

## 行政区划
长塘镇下辖以下地区：
军山社区、天堂村、定西村、洞江村、枫木村、那曾村、长大村、德福村和长塘村。